# Xanthocampoplex hunanensis
Xanthocampoplex hunanensis là một loài tò vò trong họ Ichneumonidae.